# ۱۲-او-تترادکانویل‌فوربویل-۱۳-استات
۱۲-او-تترادیکانویل فوربویل-۱۳-استات (به انگلیسی: 12-O-Tetradecanoylphorbol-13-acetate) یک ترکیب شیمیایی با شناسه پاب‌کم ۱۰۴۷۵۸۷۴ است. 